# Rue du Prévôt
La rue du Prévôt est une rue, ancienne, située dans le 4e arrondissement de Paris au cœur du quartier Saint-Paul.

## Situation et accès
Actuellement la rue du Prévôt, d'une longueur de 104 mètres, est située dans le 4e arrondissement, quartier Saint-Gervais, et commence au 18, rue Charlemagne et finit au 129, rue Saint-Antoine. Cette rue est l'une des nombreuses voies étroites de Paris. Sa largeur, inférieure à 3 mètres, se réduit jusqu'à 1,8 mètre dans certains passages. De plus, exception faite de quelques maisons, toutes les constructions de cette voie sont anciennes et la rue ressemble fort à ce qu'elle était au début du XVIIe siècle. On peut remarquer toutefois un élargissement de la voie en son milieu, conséquence de la construction d'immeubles plus récents et de l'application de la règlementation d'alignement (ordonnance royale du 16 novembre 1836).
Le quartier est desservi par la ligne 1 à la station Saint-Paul.

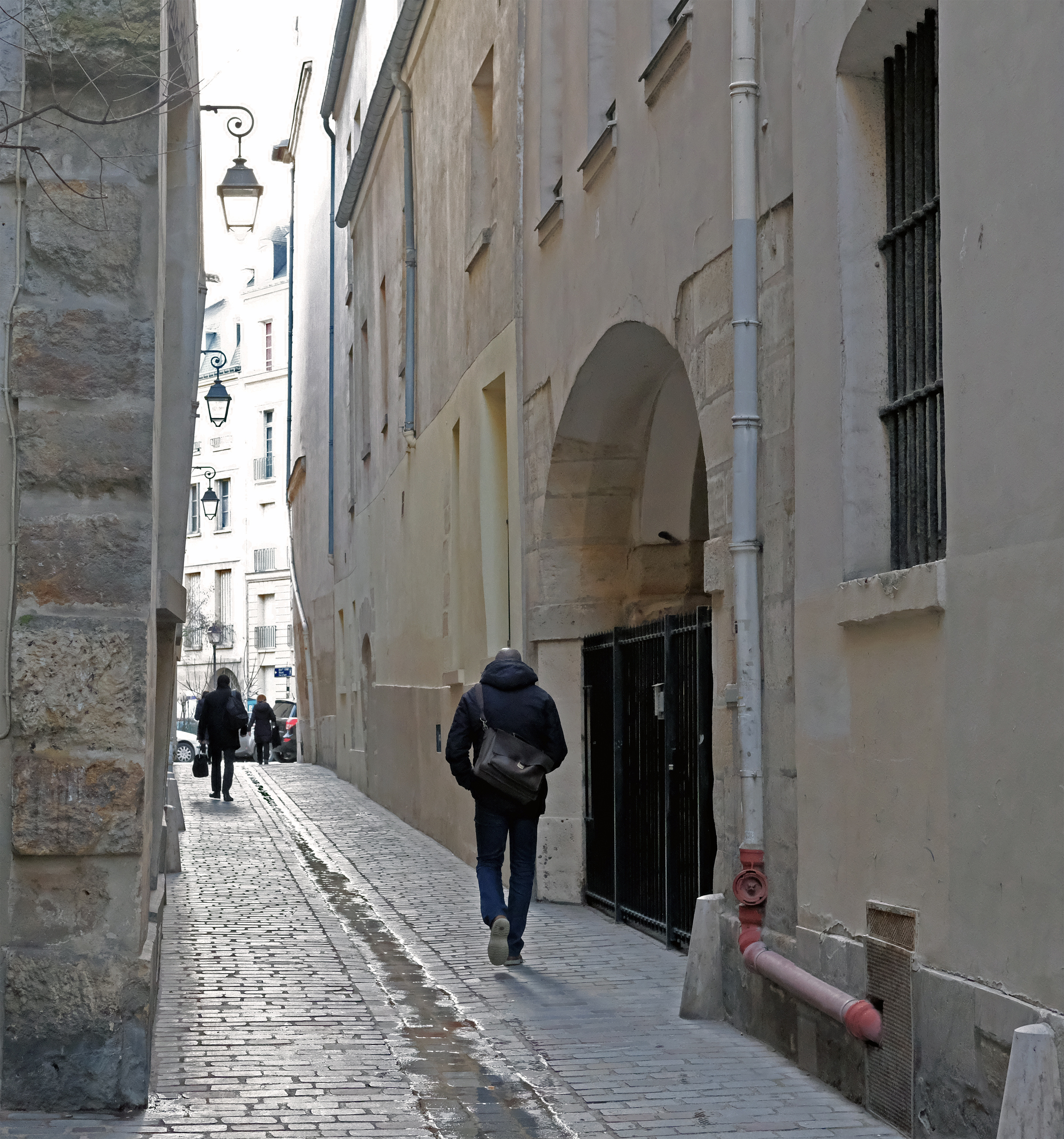
Intérieur de la rue, en direction de la rue Charlemagne.
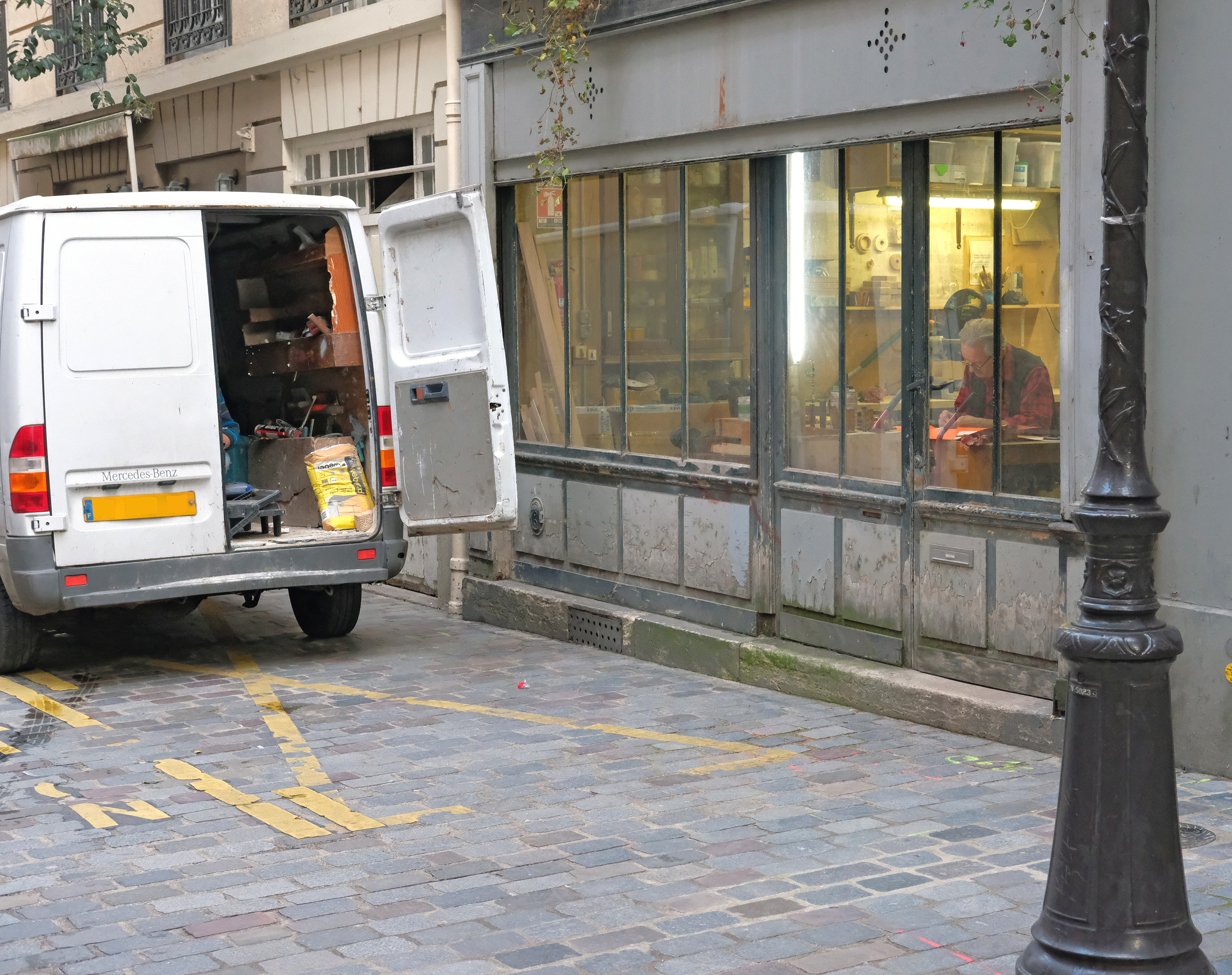
Boutique d'artisan.

## Origine du nom

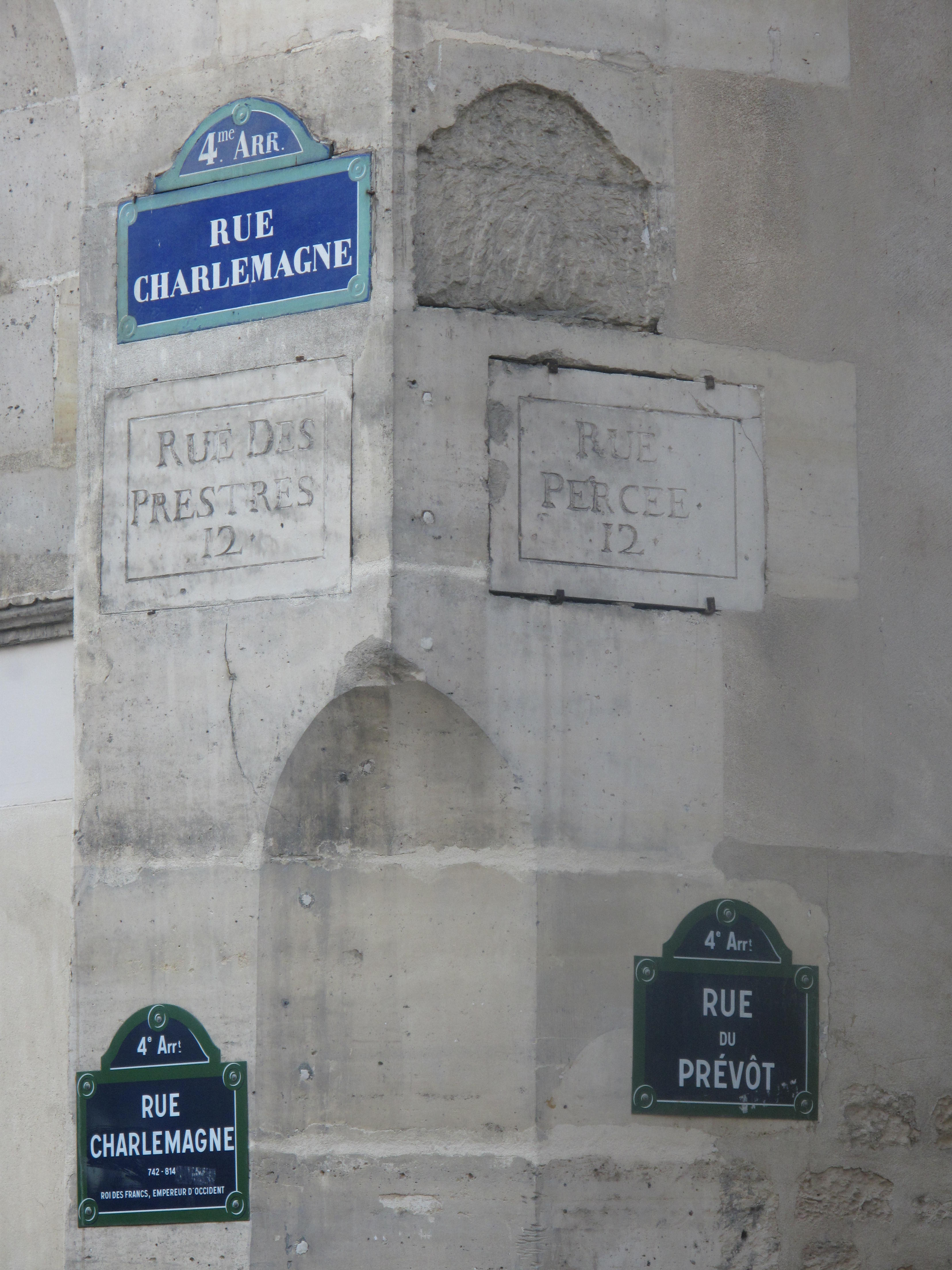
Angle de la rue Charlemagne et de la rue du Prévôt, indiquant l'ancien nom
« rue Percée ».

Elle devrait son nom au voisinage d'un ancien hôtel particulier dit l'Hôtel du prévôt.
Pour Jacques Hillairet, son nom actuel lui est donné en 1877 en souvenir du prévôt Hugues Aubriot, le bâtisseur de la Bastille, qui habita à proximité lorsque le roi Charles V vivait dans sa résidence de l'hôtel Saint-Pol toute proche.

## Historique
Cette rue est déjà citée en 1300 et 1313 sous le nom de « rue de Percée » puis « rue Percée », nom encore gravé sur les murs à chacune de ses extrémités. Elle est également dénommée « rue Percée-Saint-Paul » et « rue Percée-Saint-Antoine » afin de la différencier de la rue Percée-Saint-André.
Elle est citée dans Le Dit des rues de Paris de Guillot de Paris sous le nom de « rue Percié », « rue Persée » et « rue Percée » dans un manuscrit de 1636 ou le procès-verbal de visite indique qu'elle est « trouvée orde, salle et pleine de boues et immundices ».
Une décision ministérielle du 13 ventôse an VII (3 mars 1799), signée François de Neufchâteau, fixe la largeur de cette voie publique à 6 mètres. Cette largeur est portée à 10 mètres, en vertu d'une ordonnance royale du 16 novembre 1836.
Au XIXe siècle, cette rue, appelée « rue Percée-Saint-Paul », « rue Percée-Saint-Antoine » ou plus simplement « rue Percée », d'une longueur de 104 mètres, qui était située dans l'ancien 9e arrondissement, quartier de l'Arsenal, commençait aux 24-26, rue des Prêtres-Saint-Paul et finissait aux 90-92, rue Saint-Antoine.
Les numéros de la rue étaient noirs. Le dernier numéro impair était le no 5 et le dernier numéro pair était le no 12.
C'est en 1877 qu'elle prend le nom de « rue Prévôt ».

## Bâtiments remarquables et lieux de mémoire
- No 5 : avec sa vaste arcade charretière permettant aux carrosses de tourner pour entrer ou sortir.
- No 7 : une sortie et la façade orientale de l'hôtel Séguier.
- No 8 : une porte ancienne de bois sculptée.
- No 12 : emplacement de l'hôtel particulier du Prévôt.

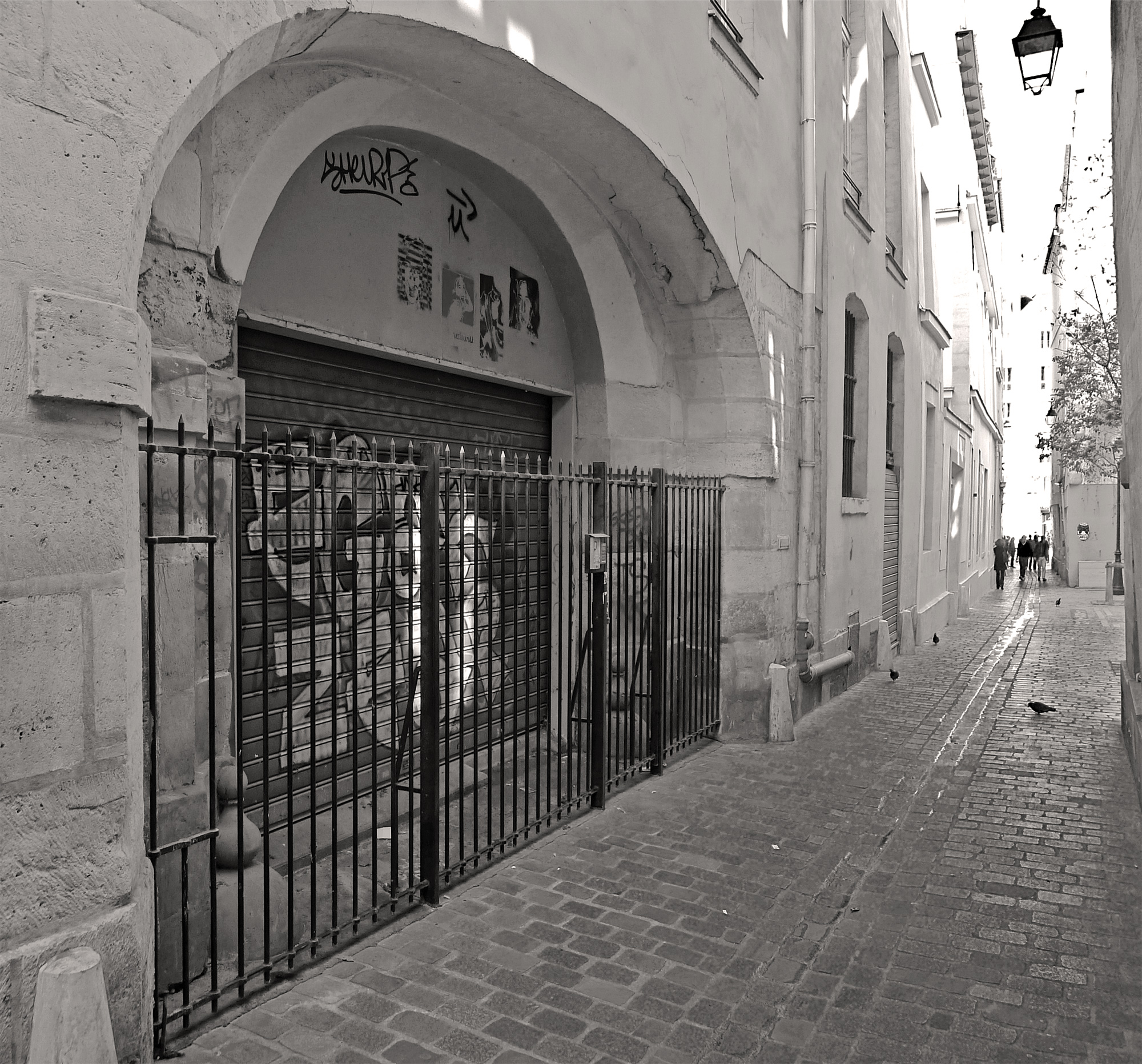
No 5.
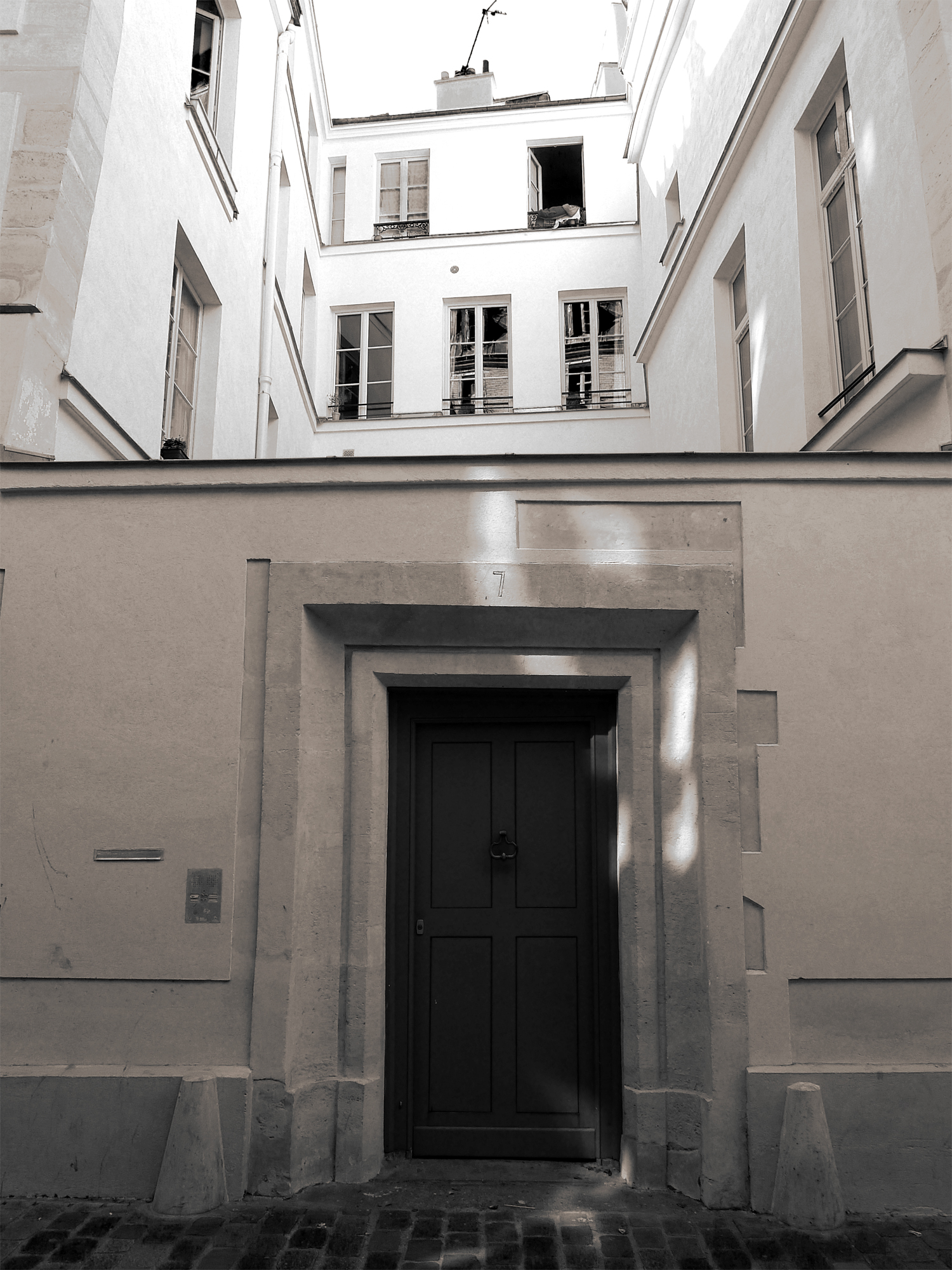
No 7.
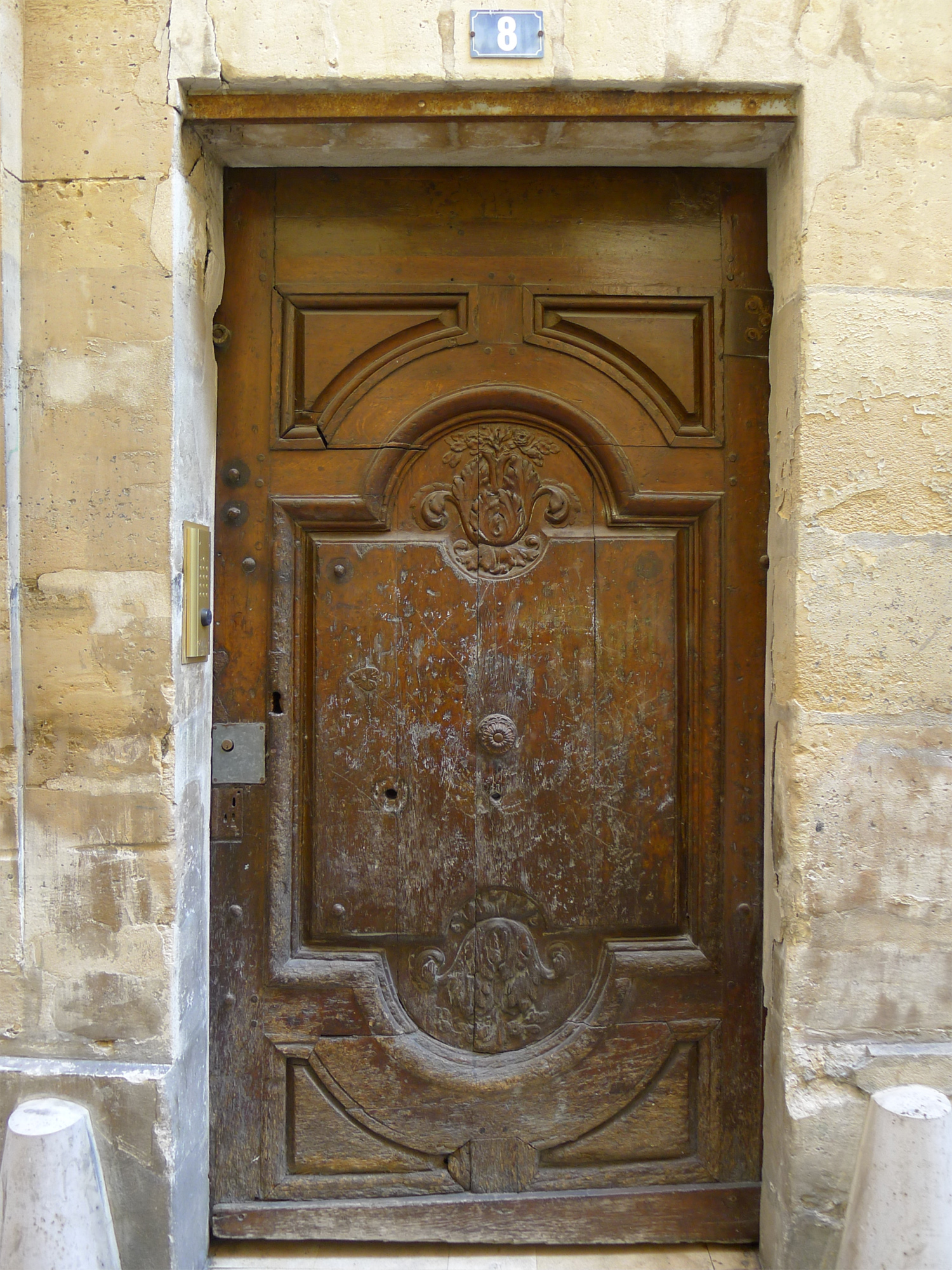
No 8.